# ヘンリー・アレクサンダー (第4代スターリング伯爵)
第4代スターリング伯爵ヘンリー・アレクサンダー（英語: Henry Alexander, 4th Earl of Stirling、1633年頃 – 1691年2月11日埋葬）は、スコットランド貴族。1640年から1644年までカナダ子爵の儀礼称号を使用した。

## 生涯
第3代スターリング伯爵ヘンリー・アレクサンダーとメアリー・ヴァンロア（Mary Vanlore、1644年8月18日以降没、初代準男爵ピーター・ヴァンロアの娘）の息子として、1633年頃に生まれた。
1644年8月に父が死去すると、スターリング伯爵の爵位を継承した。
1663年12月23日、ジュディス・リー（Judith Lee、1646年頃 – 1681年12月15日、ロバート・リーの娘）と結婚、6男2女をもうけた。
- ヘンリー（1664年 – 1739年） - 第5代スターリング伯爵、子供なし
- ウィリアム（1665年12月28日 – 1666年3月7日）
- ウィリアム（1667年6月6日洗礼 – 1699年10月24日）
- ロバート（1673年9月9日洗礼 – 1710年10月）
- ピーター（1677年5月10日洗礼 – 1678年）
- ピーター（1679年3月23日洗礼 – 1729年11月）
- メアリー（1721年3月27日埋葬） - ジョン・フィリップス（John Philips）と結婚、子供あり
- ジュディス - 1706年10月、サー・ウィリアム・トランブル（Sir William Trumbull）と結婚、子供あり

1683年11月20日、ロンドンでプリシラ・ウィンダム（Priscilla Wyndham、1626年5月16日 – 1691年11月24日以前没、初代準男爵サー・ヒュー・ウィンダムの娘）と再婚したが、2人の間に子供はいなかった。
1691年に死去、同年2月11日にビンフィールドで埋葬された。長男ヘンリーが爵位を継承した。